# Samia Doumit
Sam Doumit, nome di battesimo Samia (Sacramento, 24 aprile 1975), è un'attrice statunitense.

## Biografia
Doumit era un'allieva di eccezione all'università di Emerson prima di trasferirsi all'istituto della California delle arti. Si è laureata da CalArts con lode in attività teatrale ed espressione.
La sua famiglia è di origini libanesi ed il padre infatti si trasferì in America da Beirut.

## Filmografia

### Cinema
- Hot Chick - Una bionda esplosiva (The Hot Chick), regia di Tom Brady (2002)

### Televisione
- Castle - serie TV, episodio 3x07 (2010)
- Longtime Listener 12th Time Caller (Voice) (2004) ..... Nancy
- Just Hustle (2004) ..... Naomi Rose
- The Utopian Society (2003) ..... Nera
- Taylor's Wall (2001) ..... Taylor Manning
- Beyond the Pale (2001) ..... Posse Member
- On the Ropes (1999) ..... Maya

## Doppiatrici italiane
- Domitilla D'Amico in Hot Chick - Una bionda esplosiva